# Fort Chiswell
Fort Chiswell és una concentració de població designada pel cens dels Estats Units a l'estat de Virgínia. Segons el cens del 2000 tenia 911 habitants.

## Demografia
Segons el cens del 2000, Fort Chiswell tenia 911 habitants, 357 habitatges, i 263 famílies. La densitat de població era de 29,1 habitants per km².
Dels 357 habitatges en un 35,3% hi vivien nens de menys de 18 anys, en un 61,9% hi vivien parelles casades, en un 8,1% dones solteres, i en un 26,1% no eren unitats familiars. En el 21% dels habitatges hi vivien persones soles el 8,7% de les quals corresponia a persones de 65 anys o més que vivien soles. El nombre mitjà de persones vivint en cada habitatge era de 2,54 i el nombre mitjà de persones que vivien en cada família era de 2,94.
Per edats la població es repartia de la següent manera: un 24,1% tenia menys de 18 anys, un 9,7% entre 18 i 24, un 32,7% entre 25 i 44, un 23,6% de 45 a 60 i un 9,9% 65 anys o més.
L'edat mediana era de 36 anys. Per cada 100 dones de 18 o més anys hi havia 94,1 homes.
La renda mediana per habitatge era de 37.273 $ i la renda mediana per família de 40.417 $. Els homes tenien una renda mediana de 35.464 $ mentre que les dones 20.385 $. La renda per capita de la població era de 15.614 $. Entorn del 7,7% de les famílies i el 8,5% de la població estaven per davall del llindar de pobresa.

## Poblacions més properes
El següent diagrama mostra les poblacions més properes.